# Bloop

El bloop és un tipus de so submarí d'ultrabaixa freqüència detectat només diverses vegades al llarg de l'estiu del 1997 per la NOAA (National Oceanic and Atmospheric Administration) dels Estats Units d'Amèrica. El seu origen és encara un misteri per a la ciència.

## Anàlisi
Durant la Guerra Freda, els Estats Units col·locaren nombrosos micròfons ancorats al fons del mar amb el propòsit de detectar els submarins nuclears soviètics.
A l'estiu de 1997, quan revisaren i arreglaren els micròfons, es detectà al Pacífic Sud un so potentíssim (detectat per micròfons allunyats entre si més de 5000 quilòmetres) al qual batejaren amb el nom de bloop.
Els científics determinaren que l'origen del so estava ubicat a prop de les següents coordenades: 50° S 100° W.
S'ha postulat que el so podria provenir d'un animal, sia d'una espècie desconeguda de polp o calamar gegant, o d'una nova espècie de cetaci gegant encara més gran que el rorqual blau. Tanmateix, no existeix entre els cefalòpodes coneguts, cap ni un la fisiologia del qual li permeta produir aquest tipus de so (cavitats plenes de gas en especial), i un cetaci més gran que el rorqual blau hauria de pujar a la superfície per a respirar, amb la possibilitat de ser observat.
Fins al present no hi ha hagut explicació de l'origen del so. Els esforços posteriors per investigar-lo han sigut infructuosos, ja que no s'ha tornat a sentir des del 1997.

## Coincidència literària
El punt d'origen del bloop resulta relativament proper a la situació de la fictícia ciutat submergida de R'lyeh, la qual forma part dels Mites de Cthulhu de H. P. Lovecraft, amb obres com La crida de Cthulu (1926). Això ha dut a molts dels seus seguidors a establir relacions entre aquest fenomen i la bèstia anomenada Cthulu.
En la mitologia lovecraftquiana l'antic i enorme Cthulhu fou tancat a la mítica ciutat. Les deïtats lovecraftquianes, per comunicar-se, produirien sons de freqüències ultrabaixes.